# Gobah
Gobah is een bestuurslaag in het regentschap Kampar van de provincie Riau, Indonesië. Gobah telt 1531 inwoners (volkstelling 2010).